# 九龙瀑
九龙瀑是安徽黄山最大的瀑布，位于黄山市黄山区汤口镇苦竹溪村，黄山东坡的罗汉峰与香炉峰之间纵深6公里的U形谷中，紧邻205国道，距黄山南大门3公里。
瀑布全长600米，落差360米，自香炉峰的悬崖上分成九折，盘旋折叠，跌水共达九次，飞流而下，形成九段飞瀑和九层水潭，因此命名为九龙瀑。前八瀑宽5米左右。第九瀑落差120米，宽20余米。
2007年8月20日，黄山九龙瀑风景区评定为国家4A级旅游景区。